# Fall Out Boy
Fall Out Boy američki je pop punk glazbeni sastav iz Wilmettea osnovan 2001. godine. Sastav čine vokalist i gitarist Patrick Stump, basist Pete Wentz, gitarist Joe Trohman te bubnjar Andy Hurley. Članovi sastava prije osnivanja Fall Out Boya svirali su s lokalnim hardcore punk sastavima. S Peteom Wentzom kao glavnim tekstopiscem i Patrickom Stumpom kao glavnim skladateljem, Fall Out Boy su ubrzo izbili iz underground scene i postigli veliki uspjeh drugim albumom From Under The Cork Tree. Album su izdali 2005. godine a nasljednik je prvog studijskog albuma Take This to Your Grave koji su izdali 2003. godine. Album je osvojio nekoliko nagrada i ostvario dvostruku platinastu nakladu nakon što je prodan u više od 2,7 milijuna primjeraka u Sjedinjenim Američkim Državama.
2007. godine Fall Out Boy su izdali svoj treći studijski album Infinity on High, koji je postigao veliki uspjeh na glazbenim ljestvicama. Već u prvom tjednu bio je brojem jedan na listi Billboard 200 i prodan je u 260.000 primjeraka. Album sadrži velike hitove poput This Ain't a Scene, It's an Arms Race i Thanks for the Memories. Četvrti studijski album Folie à Deux su izdali krajem 2008. godine. Krajem 2009. godine objavili su stanku, izjavljujući da se sastav nije raspao, nego da članovi žele malo odmora i sudjelovanja u drugim projektima. Stump je objavio samostalni album pod nazivom Soul Punk u 2011. Wentz je formirao electropop sastav Black Cards, dok su se Hurley i Trohman pridružili sastavu The Damned Things. Billboard su rangirali Fall Out Boy-e 93. najboljim umjetnicima desetljeća 2000. – 2010. 4. veljače 2013. Fall Out Boy su najavili svoj povratak albumom Save Rock and Roll te novim singlom i turnejom. Album se prodao u 154.000 primjeraka u prvom tjednu čime je postao drugi album sastava koji je zasjeo na prvo mjesto glazbenih ljestvica, sa singlom "My Songs Know What You Did In The Dark (Light 'Em Up)" u top 15.

## Povijest

### Rane godine (2001. – 2002.)
Fall Out Boy su osnovani početkom 2001. od strane dvojice prijatelja Pete Wentza i Joe Trohmana, koji su do tada svirali u različitim hardcore punk sastavima iz okolice Chicaga. Inspirirani sastavima uz čiju su glazbu odrasli, poput Green Daya, Descendentsa i The Smithsa, dvojac je odlučio osnovati vlastiti sastav. Trohman je upoznao srednjoškolskog kolegu Patricka Stumpa u knjižari Borders. Stump se predstavio Trohmanu nakon što je načuo kako priča o sastavu Neurosis, o kojem oni dijele zajednički interes. Stump se za Fall Out Boy prijavio na audiciju za bubnjara, ali otkrićem njegovog impresivnog vokalnog raspona je odvelo do toga da on postane glavni vokal sastava. Ben Rose je bio prvi bubnjar sastava ikad ali je ubrzo otišao. Nekoliko promjena na poziciji ritam gitare i bubnjara su se dogodile prije nego što se sastavu pridružio Andy Hurley koji je i danas član sastava.
Sastav je bio bezimen tijekom svoja prva dva nastupa. Oni su odlučili da bi publika trebala odlučiti kako se zove, a na kraju jednog njihovog nastupa pitali su publiku kako se trebaju zvati, a jedan član publike je predložio ime "Fallout Boy", aludirajući na pomoćnika Radioactive Mana iz crtića The Simpsons. Sljedeće godine, sastav je debitirao s demoom kojeg su sami objavili a nakon toga su izdali Project Rocket / Fall Out Boy split EP sa sastavom Project Rocketom, preko nezavisne izdavačke kuće Uprising Records.

### Take This to Your Grave(2003. – 2004.)
Sastav je 2003. izdao mini-album, Fall Out Boy's Evening Out with Your Girlfriend preko Uprising Recordsa. Album su snimili u dva dana rane 2002. a izdan je iako su se članovi sastava protivili tome. Tijekom tog razdoblja sastav je svirao male predstave koje su bile dio indie rock glazbene scene Chicaga, prije bilo kakvog mainstream uspjeha.
Sljedeći objavu njihovog mini-albuma, sastav je napravio nekoliko izmjena u postavi, a u konačnici se sastavu pridružio bubnjar Andy Hurley, a Patrick Stump je postavljen za vodećeg gitarista, čime je sastavljena trenutna postava. Tijekom tog vremena, sastav je često nastupao na The Knights of Columbus Hallu u Arlington Heightsu, mjesto gdje su snimili spot za pjesmu "Dead on Arrival". Iste godine, nakon što su potpisali za nezavisnu izdavačku kuću Fueled by Ramen, sastav je 6. svibnja 2003. objavio svoj prvi potpuni album i drugi studijski rad, Take This to Your Grave. Kako bi njihov debi album bio što bolji, sastav je dobio predujam od velike izdavačke kuće Island Records, koji je došao s pravom da odbiju Island Records na svom sljedećem albumu. Nakon što su financije sređene, sastav je snimio Take This to Your Grave u Smart Studiosu u Wisconsinu, sa Sean O'Keefeom kao glavnim producentom. Album je zaslužan za dobivanje prve značajne grupe obožavatelja, i za dobivanje manjeg komercijalnog uspjeha. Fall Out Boy su imali opsežnu turneju cijele godine na malim prostorima, a bili su i predgrupa za sastave poput Less Than Jake, Yellowcard, Taking Back Sunday i Blink-182.
Za Take This to Your Grave, Stump je surađivao s Wentzom na tekstovima pjesama. A Wentz je podsjetio da je "Take This to Your Grave bio vrlo reakcionaran". Tijekom izrade albuma, članovi sastava su dva tjedna spavali na podu kuće potpunog stranca. Ponestalo im je novca pa su pitali studio koji im je posudio sokova i manje količine hrane. Cilj Fall Out Boy-a je bio da album bude "neprimjetan i dobar od pjesme do pjesme" baš poput albuma Through Being Cool sastava Saves the Day. Nakon što su spotovi pjesama "Grand Theft Autumn/Where Is Your Boy" i "Saturday" prikazani na puno poznatih glazbenih televizijskih kanala, album se počeo bolje prodavati, a 2006. udruga RIAA je album certificirala zlatnim nakon što je prodan u 500.000 primjeraka. Prema Nielsen SoundScanu, Take This to Your Grave je do 2007. prodan u više od 553.000 primjeraka, a popularnost albuma se povećala nakon što je sastav izdao vrlo uspješne nasljednike From Under the Cork Tree (2005.) i Infinity on High (2007.)
Sredinom 2003. kao dio njihovog dogovora s Fueled by Ramen, Fall Out Boy su potpisali s velikom izdavačkom kućom Island Records koja je dio mainstream izdavačke kuće Island Def Jam Music Group, zajedno s Def Jam Music Group. U međuvremenu snimanja njihovog velikog debi albuma, sastav je 24. svibnja 2004. izdao akustični EP-DVD My Heart Will Always Be the B-Side To My Tongue preko Fueled by Ramen. Debitirao je na 153. mjestu na listi Billboard 200, a to je prvi put da je sastav dospio na glazbene ljestvice. Set s dva diska je uključivao više akustičnih izvedbi i galeriju slika.

### From Under the Cork Tree(2005. – 2006.)
S basistom Peteom Wentzom kao glavnim tekstopiscem te pjevačem i gitaristom Patrickom Stumpom kao glavnim skladateljem, Fall Out Boy je počeo kasne 2004. raditi na nasljedniku albuma Take This to Your Grave. Međutim sastav je u veljači 2005. prestao s radom na albumu nakon Wentzovih tjeskoba u stvaranju novog uratka što je kulminiralo pokušajem samoubojstva. U intervjuu, Wentz je izjavio "Bilo je neodoljivo. Ja sam bio ili potpuno tjeskoban ili potpuno deprimiran. Osobito je neodoljivo kada si na vrhuncu da napraviš nešto jako veliko a misliš da će to biti veliki neuspjeh". Nakon što je prošao terapiju, Wentz se pridružio ostatku sastava u Burbanku, Kaliforniji kako bi započeli sa snimanjem albuma. Novi album From Under the Cork Tree je objavljen 3. svibnja 2005. kao prvi uradak skupine pod velikom izdavačkom kućom Island Records, koji je sastavu donio veliki uspjeh. Album je već u prvom tjednu zasjeo na deveto mjesto na listi Billboard 200 i prodajom od 68.000 primjeraka. Veliki uspjeh je bio taj što se album na glazbenim ljestvicama zadržao velikih 77 tjedana, a od toga 19 tjedana u prvih dvadeset mjesta. Album je postigao veliki komercijalni uspjeh i zaradio je dvostruku platinastu nakladu nakon što je prodan u više od 2,5 milijuna primjeraka samo u SAD-u, a širom svijeta je prodan u više od 3 milijuna primjeraka, što ga čini najprodavanijim albumom sastava.
Uspjeh novog albuma From Under the Cork Tree je podigao vodeći singl albuma "Sugar We're Goin Down" koji je dostigao osmo mjesto na listi Billboard Hot 100 i šesto mjesto na listi Billboard Pop 100. Pjesma je provela pet tjedana u top 10, te dvadeset tjedana u top 20. Nakon što je pjesma doživjela veliki broj puštanja na Pop i Alternative radio stanicama, rankirana je trećim mjestom na Modern Rock Charts i izložila je sastav novoj publici preko radija i interneta. To je bilo uporište na listi Hot 100, gdje je pjesma provela 42 tjedna prije nego što je skinuta s glazbenih ljestvica. Spot pjesme je bio smješten na prvo mjesto na MTV-jevom TRL (Total Request Live) do 25. kolovoza 2005. Video je 2005. osvojio MTV2 nagradu na MTV Video Music Awards, što je izazvalo novi veliki val interesa slušatelja. Pjesma je prodana u više od dva milijuna primjeraka i ostvarila je dvostruku platinastu nakladu od RIAA udruge. Sastav je nominiran najboljim novim izvođačem na dodjeli Grammyja 2006.
Drugi singl s album "Dance,Dance" je postao Fall Out Boy-jev drugi top 10 singl kada je dostigao deveto mjesto na listi Hot 100 gdje je četrnaest tjedana proveo u prvih dvadeset. Dostigao je šesto mjesto na listi Pop 100 i postao je najveći singl sastava koji je puštan na radio i televizijskim stanicama nakon što je dostigao drugo mjesto na Modern Rock Chartsu. Spot za pjesmu je premijerno objavljen na TRL-u 11. listopada 2005. a uskoro je i on također dospio na prvo mjesto gdje je ostao do 17. siječnja 2006. Treći i zadnji singl s albuma "A Little Less Sixteen Candles, a Little More "Touch Me"" je bio manje popularan nego prethodna dva singla, ali je svejedno uspio dostigniti 65. mjesto na listi Hot 100 te dva puta dostići na prvo mjesto na TRL-u, a povučen je 6. lipnja 2006.
Za promociju albuma From Under the Cork Tree, Fall Out Boy su imali opsežnu turneju diljem svijeta i nastupali su na glazbenim festivala u 2005. i 2006. uključujući i treći Nintendo Fusion Tour u jesen 2005. gdje su se pridružili sastavima poput The Starting Line, Motion City Soundtrack, Boys Night Out i Panic! at the Disco na turneju u 31 gradova. Zbog povećanog uspjeha na MTV Video Music Awards, grupa je pozvana na Black Clouds and Underdogs Tour, pop punk događaj na kojem su nastupali The All-American Rejects, Well-Known Secret, Hawthorne Heights i From First to Last. Imali su 53 nastupa po Americi, Kanadi i Velikoj Britaniji.

### Infinity on HighiLive in Phoenix(2007.)
Nakon uzimanja stanke duge dva mjeseca nakon završetka Black Clouds and Underdogs turneje u cilju promocije njihovog albuma iz 2005. From Under the Cork Tree, Fall Out Boy su se vratili u studio kako bi započeli s novim radom. Sastav je počeo pisat pjesme za novi album dok su imali turneju s namjenom da što prije završe novi album kako bi održali svoj trenutačni uspjeh živim. Rane 2007. Fall Out Boy su izdali svoj četvrti studijski album, Infinity on High koji je bio njihov drugi album izdan preko velike izdavačke kuće Island Records. Album je obilježio odlazak Fall Out Boy-evog zvuka u kojem sastav provodi raznolik niz glazbenih stilova, uključujući funk,R&B i flamenco. Kao što je Billboard napisao, Fall Out Boy "se pomiču dalje od svojih hardcore punk korijena do pisanja pop pjesama".
Prvi tjedan novog albuma je bio veliki uspjeh i najprodavaniji tjedan grupe, nakon što je album prodan u 260.000 primjeraka do debitiranja brojem jedan na listi Billboard 200 i unutar pet najboljih širom svijeta. Rangiranje na glazbenim ljestvicama je potaknuto vodećim singlom "This Ain't a Scene, It's an Arms Race", koji je dostigao drugo mjesto u Americi i Velikoj Britaniji kao i u pet najboljih u drugim državama. Na odluku sastava koju će pjesmu izabrati prvim singlom, Wentz je komentirao "Možda postoje druge pjesme na albumu koje mogu biti veći radijski hitovi, ali ova ima pravu poruku". "Thnks fr th Mmrs", drugi singl s albuma je dostigao jedanaesto mjesto na listi najbolje prodavanijih i najpuštenijih pjesama na radio stanicama i prodan je u 2 milijuna primjerka u SAD-u. Svoj najveći uspjeh je postigao u Australiji gdje je smješten na treće mjesto glazbenih ljestvica. 2007. Fall Out Boy je smješten na deveto mjesto najprodavanijih digitalnih izvođača s 4,423.000 digitalnih pjesama prodanih, prema Nielsen SoundScanu. Sam album se prodao u više od dva milijuna primjeraka, a ostvario je i platinastu nakladu.
Fall Out Boy je 2007. otišao na Honda Civic turneju kako bi promovirali album. Iako je turneja u početku bila odgođena zbog osobnih problema, na kraju je ipak odražana, a predgrupe su bile +44, Cobra Starship, The Academy Is... i Paul Wall. Sastav je također otišao na Young Wild Things turneju, međunarodnu turneju koja uključuje sastave poput Gym Class Heroes, Plain White T's i Cute Is What We Aim For. Inspirirani knjigom za djecu Mauricea Sendaka iz 1963. "Where the Wild Things Are", koncerti su sadržavali setove dizajnirane od strane Roba Dobiva, a sadržavali su slike iz navedene knjige. Fall Out Boy-ev basist Pete Wentz je objasnio "Where the Wild Things Are je odlična pripovijest. Objašnjava gotovo sve naše pjesme ikad napisane. Znate, izlijevi bijesa i čudovišni otoci i to".
CD i DVD s koncerta snimljenog 22. lipnja 2007. u Phoenixovom Cricket Wireless paviljonu, jedan od nastupa pod Honda Civic turnejom, je izdan 1. travnja 2008. Album, jednostavno nazvan "Live in Phoenix", sadržava novi studijski uradak tj. cover pjesme Michael Jacksona "Beat It", s John Mayerom kao gostujućim gitaristom. Pjesma je premijerno stavljena na Wentzovu stranicu Friends or Enemies i izdana je kao singl 25. ožujka 2008. Nakon objave, pjesma je debitirala na 22. mjestu na listi Billboard Hot 100 a dostigla je i na 19. mjesto. 18. ožujka Fall Out Boy su najavili kako planiraju održati nastup na Antartici kako bi ušli u Guinessovu knjigu rekorda kao prvi sastav koji je svirao na svih sedam kontinenata u manje od devet mjeseci. Međutim, vremenski uvjeti su ih spriječili od odlaska na Antarktiku. Umjesto toga, Stump i Wentz su odlučili oboriti svjetski rekord za najviše intervjuua koje je jedan dvojac napravio u 24 sata. Rekord su oborili odradivši 74 intervjuua u samo 24 sata.

### Folie à DeuxiGreatest Hits(2008. – 2009.)
Dana 16. prosinca 2008. sastav je izdao svoj peti studijski album Folie à Deux kao nasljednika albuma Infinity on High iz 2007. Fall Out Boy su još više razvili svoj zvuk a za album su također uzeli novi glazbeni smjer. Folie je debitirao na osmom mjestu liste Billboard 200 s prodajom od 150.000 primjeraka u prvom tjednu prodaje. Album je ostvario zlatnu nakladu nakon što je prodan u više od 500.000 primjeraka, ali komercijalno je doživio manji uspjeh u odnosu na Infinity on High. Sastav je na novom albumu surađivao s velikom listom izvođača uključujući Elvisa Costella, Lil Waynea, Brendona Uriea, Gabea Saporta, Travisa McCoya, Alexa DeLeona, Williama Bekcetta, Debbie Harry i Pharella Williamsa.
Vodeći singl albuma "I Don't Care" je objavljen 3. rujna 2008. na iTunesu i rangiran je 68. u listi Rolling Stone magazina 100 Best Songs of 2008. Singl je primio puno manje puštanja na radio stanicama i interesa nego prijašnji hit singlovi sastava poput "Sugar We're Goin Down", "Dance, Dance", "This Ain't a Scene, It's an Arms Race". Singl je dostigao 21. mjesto na listi Billboard Hot 100. Drugi singl s albuma je "America's Suitehearts", koji je objavljen 8. prosinca 2008.
U siječnu 2009. Fall Out Boy su objavili kako će na svoju Believers Never Die Tour Part Deux turneju povesti prateće izvođače All Time Low, Hey Monday, Cobra Starship, Metro Station i 50 Cent u svrhu promocije novog albuma Folie a Deux. Ime turneje je zasnovano na imenu prijašnje turneje sastava iz 2004. pod nazivom Believers Never Die Tour. Sastav je također nastupao s Kanye Westom i Kid Rockom na Youth Ballu za inauguraciju predsjednika SAD-a Baracka Obame.
Dana 27. travnja 2009. izdan je novi EP pod nazivom America's Suitehearts: Remixed, Retouched, Rehabbed and Retoxed. Sadržava remiks pjesama koje je obradio basist sastava Blink-182, Marc Hoppus. Fall Out Boy su bili prateća grupa Blinku-182 na njihovoj povratnoj turneji u 2009.
Fall Out Boy su 17. studenog 2009. izdali svoj prvi kompilacijski album Believers Never Die - Greatest Hits ubrzo nakon što je njihova turneja s Blink-182 završila. Album sadržava sve prijašnje pjesme koje su izdane kao singlovi kao i dvije nove pjesme te dva rariteta. Jedna od novih pjesama je cijela verzija pjesme "Alpha Dog", koja je objavljena samo kao singl, a druga pjesma je "From Now On We're Enemies". Naslovnica albuma, koju je izradio Daniel Danger, pokazuje dva kostura kako se grle; to je poveznica na kosture koji su nađeni u Mantovi, u Italiji koji su nađeni zakopani zajedno u zagrljaju. Tu su također i druge brojne poveznice s karijerom sastava i prijašnjim djelima.
Dana 20. studenoga 2009. članovi sastava su najavili kako odlaze na neodređenu stanku, rekavši da su nesigurni u budućnost sastava. Basist i tekstopisac Pete Wentz je rekao da je njegovi osobni razlog za uzimanje stanke taj što osjeća da su njegovo ime i brak s pop pjevačicom Ashlee Simpson postala smetnja za sastav. Još je doda: "Mislim da svijet treba malo manje Petea Wentza". Sastav se nije raspao nego je na neodređenoj stanci, kako je Wentz izjavio. Na Tumblru, Stump je napisao "Ja sam uvjeren da ćemo imati novu snimku prije nego poslije, ali trenutno nema nikakvih planova, nema "dvije godine", nema "šest godina", jednostavno nije određeno. Možda se dogodi kasnije od toga, a možda ranije. To je doslovno, kao što je uvijek i bila, neodređena stanka. Mi se nikad nismo raspali, mi smo još uvijek prijatelji i dalje želimo zajedno raditi glazbu (...) vidit ću vas sve ponovo ako/kada počnemo raditi na novom albumu ili turneji. Do tada, samo ću začepiti i fokusirati se na Soul Punk". Članovi sastava su također izjavili kako su preopterećeni kontinuiranim pisanjem, snimanjem i turnejama.

### Stanka i samostalne karijere (2010. – 2012.)
Nakon objave da odlaze na stanku, članovi Fall Out Boya su se pridružili glazbenim projektima kojima se nisu mogli dok je Fall Out Boy bio aktivan. Gitarist Joe Trohman i bubnjar Andy Hurley su se udružili s Keithom Buckleyem i Joshom Newtonom iz Every Time I Die i Scott Ianom i Robom Caggianom iz Anthraxa kako bi formirali heavy metal supergrupu The Damned Things. Sastav je objavio svoj debi album Ironiclast u prosincu 2010. Hurley je tijekom pauze Fall Out Boya također svirao u hardcore sastavu Burning Empires, kao i još nekim drugim hardcore punk/heavy metal sastavima. Nastavio je upravljati svojom izdavačkom kućom Fuck City. Kada je The Damned Things također otišao na pauzu, Trohman je formirao novi sastav With Knives dok se Hurley pridružio hardcore sastavu Enableru.
Patrick Stump je 2010. počeo producirati samostalni album pod nazivom Soul Punk te ga je objavio 18. listopada 2011. Na iTunesu je objavio remiks pjesme "This City" kao albumov prvi singl, za kojeg je također napravljen i spot. Tijekom produkcije Soul Punka, Stump je 22. veljače 2011. objavio debi EP "Truant Wave" koji se sastoji od šest pjesama. Soul Punk nesadržava druge izvođače zato što je Stump sam odsvirao sve instrumente na albumu, a isto tako je napisao sav tekst, uskladio je svu glazbu i sam ju je producirao. On je u šali album smatrao "Velikim, savijenim načinom kojim bi ponovo svirao bubnjeve, zato što mi je jednostavno nedostajalo sviranje bubnjeva".
U srpnju 2010. Pete Wentz je s pjevačicom Bebe Rehxa formirao electropop sastav Black Cards, projekt inspriran Wentzovom diskusijom s producentom Sam Hollander oko miješanja ska, dancea i reggaeja s popom i britanskim rockom iz 80-ih kako bi se proizveo novi eksperimentalni zvuk. Nakon nekoliko propalih pokušaja stvaranja albuma, Rexha je napustila sastav u siječnu 2012. a grupa je rekonstruirana, najavljujući planove za objavljivanje mixtapea, pisanje novog materijala i daljnje remiksanje pjesama drugih izvođača. Wentz je nastavio s upravljanjem njegovom dizajnerskom tvrtkom Cladenstine Industries, izdavačkom kućom Decaydance Records, tvrtkom filmske proizvodnje Bartskull Films i dva bara u Chicagu i Barceloni. Wentz je također glasnogovornik UNICEF-ovog Tap Projekta, koji prikuplja sredstva kako bi se donijela čista pitka voda za ljude širom svijeta. Wentz je također izrazio interes za rad na novoj glazbi.

### Kraj stanke iSave Rock and Roll(2013.-danas)
U 2012. počele su se javljati glasine kako Fall Out Boy stvara novu glazbu. To je otkrio Beau Bokan 2. kolovoza 2012. na njegovom Twitter računu kako je službeno da Fall Out Boy rade na novom albumu. Međutim, Stump, Wentz i Trohman su ubrzo porekli da sastav radi na bilo kakvom novom materijalu. Bokan je izjavio da je informaciju o ponovnom okupljanju dobio jednog od članova Fall Out Boya tijekom Warped turneje. Ubrzo nakon što je objavio njihovo ponovno okupljanje, menadžment Fall Out Boya je pitao Bokana da obriše objavu. Kasnije te godine Keltie Colleen, zaposlenica u zabavnom informativnom programu The Insider je također objavila na Twitteru kako je dobila informacija da sastav radi na novoj glazbi. Novinari su počeli vjerovati kako je okupljanje neizbježno zbog negativnih prijema koji su okružili vlastite projekte Wentza i Stumpa.
Dana 4. veljače 2013. sastav je službeno objavio kako njihova stanka prestaje; najavivši novi album Save Rock and Roll kao i turneju. Prigoda je obilježena u njihovom rodnom gradu Chicagu paljenjem svih njihovih prijašnjih albuma na izvornoj lokaciji diska Demolition Nighta iz 1979. Glavni singl s albuma "My Songs Know What You Did In The Dark (Light 'Em Up)" je izdan nakon objave o novom albumu. Fall Out Boy su 13. veljače 2013. nastupali na Jimmy Kimmel Live.Save Rock and Roll je izdan 15. travnja 2013. Album je debitirao sa 154.000 prodanih primjeraka i brojem jedan na glazbenim ljestvicama. Sastav je odsvirao i nekoliko tajnih nastupa u SAD-u, Europi i Australiji, a nakon toga su najavili kako kreću na Save Rock and Roll turenju koja započinje 14. svibnja 2013. a traje do 30. lipnja 2013.

## Glazbeni stil i utjecaji
Dok su naširoko smatrani pop punk sastavom, Fall Out Boy su također opisani kao pop rock i emo te navode emo grupe poput Get Up Kids kao utjecaj među mnogim drugim sastavima. Kada je intervjuiran za retrospektivni članak u Alternative Pressu u vrijeme kada je Get Up Kids raspušten u 2005. Pete Wentz je izjavio da je "Fall Out Boy nikada ne bi bio sastav, da nije bilo The Get Up Kidsa." Rano u karijeri sastava, kad je Jared Logan producirao svoj debitantski album, upitao je basista Petea Wentza kakav zvuk (Fall Out Boy) želi snimati. Wentz je odgovorio "s predajom prva dva albuma sastava New Found Glory". Sastav priznaje svoje korijene kao utjecaj hardcore punka, sva četiri člana su bili uključeni u hardcore scenu Chicaga. Wentz je opisao pripadnost sastava žanru rekavši: "Mislim zanimljiva stvar je da smo svi hardcore djeca koja su pisala pop glazbu ... To nam daje drugačiji stil, jer u našoj jezgri mi smo uvijek hardcore. Taj aspekt će uvijek biti vidljiv u glazbi. Mi smo hardcore djeca koja nisu sasvim mogli postići nešto kao hardcore djeca. " On je opisao žanr Fall Out Boya kao „softcore“: hardcore punk miješan s pop senzibilitetom. Patrick Stump pjevač sastava je međutim bio pod utjecajem umjetnika kao što su Prince, David Bowie i Michaela Jacksona.
Albumi Fall Out Boya, „Take This to Your Grave“ i „From Under the Cork Tree“ su oboje pop punk a također sadržavaju i punk rock zvukove i utjecaje, a „Infinity on High“ sadržava visok raspon stilova i instrumenata, uključujući orkestralne i zborske aražmane („Thnks fr th Mmrs i „You're Crashing, But You're No Wave)“ i sporija balada na klaviru („Golden“). R&B utjecaji na Infinity on High su vidljivi u pjesmama poput "This Ain't a Scene, It's an Arms Arce" i dvije pjesme s albuma je producirao R&B pjevač i producent Babyface. Na Folie à Deux, Fall Out Boy su nastavili razvijat svoj zvuk, s manje pop punk zvuka i povećanje korištenja klavira ("What a Catch, Donnie", "Headfirst Slide into Cooperstown on a Bad Bet" i "20 Dollar Nose Bleed "), sintisajzera, i gostujućih pjevača. Sastav je također pokazao niz utjecaja, kada je u prvoj pjesmi posuđen akord niz iz pjesme „Baba O'Riley“ sastava The Who. Sastav je nastavio surađivati s nizom producenata i izvođaća, uključujući The Neptunes, Timbalanda, Lil Waynea i Kanye Westa, kojeg je Patrick Stump kasnije proglasio „Princeom ove generacije“.
Središnji dio Fall Out Boy-evog zvuka vuče korijene u tekstovima sastavama, koje uglavnom piše basist Pete Wentz, koji obično koristi ironiju i druge književne uređaje kako bi ispričao osobno iskustvo i priču. On crpi inspiraciju iz autora kao što su Charles Bukowski, Ernest Hemingway i JT Leroy, također i repera kao što je Lil Wayne, kojeg je opisao kao njegovim primarnim utjecajem tijekom pisanja albuma Infinity on High. Na bivšim radovima sastava, Wentz je uglavnom pisao o ljubavi i patnji. Teme koje se nalaze na From Under the Cork Tree uključuju narcisiodnost i megalomaniju, dok su mnoge pjesme na Infinity on High opisivanje uspona i padova u slavi. Pišući Folie à Deux, on je istraživao moralne dileme i društvene nedostatke, kao i pojmove poput povjerenja, nevjere, odgovornosti te predanosti. Dok album ne sadrži političke konotacije, sastav je pokušao izbjeći takve teme, ostavljajući mnoge tekstove otvorene za interpretaciju slušateljima.

## Članovi sastava
Trenutačni članovi
- Patrick Stump – vokal (2001.-danas), gitara (2003.-danas)
- Pete Wentz – bas-gitara, prateći vokal (2001.-danas)
- Joe Trohman – gitara, prateći vokal (2001.-danas)
- Andy Hurley – bubnjevi, udaraljke (2003.-danas)

Bivši članovi
- Mike Pareskuwicz – bubnjevi, udaraljke (2001. – 2003.)
- T.J. "Racine" Kunasch – gitara, prateći vokal (2001. – 2003.)

## Diskografija
Studijski albumi
- Take This to Your Grave (2003.)
- From Under the Cork Tree (2005.)
- Infinity on High (2007.)
- Folie à Deux (2008.)
- Save Rock and Roll (2013.)
- American Beauty/American Psycho (2015.)
- Mania (2018.)
- So Much (for) Stardust (2023.)

## Nagrade
Nominacije i osvojene nagrade sastava Fall Out Boy.
| Godina | Primatelj                                              | Nagrada                                                  | Ishod      |
| ------ | ------------------------------------------------------ | -------------------------------------------------------- | ---------- |
| 2005.  | "Sugar, We're Goin Down"                               | MTV Video Music Award                                    | Osvojili   |
| 2006.  | "Dance, Dance"                                         | MuchMusic Video Award – Najbolji međunarodni sastav      | Osvojili   |
| 2006.  | "Sugar, We're Goin Down"                               | Kerrang! - Nagrada za najbolji singl                     | Nominirani |
| 2006.  | "Sugar, We're Goin Down"                               | Kerrang! – Najbolji spot                                 | Osvojili   |
| 2006.  | "Dance, Dance"                                         | Teen Choice Award – Najbolja rock pjesma                 | Osvojili   |
| 2006.  | "Dance, Dance"                                         | Teen Choice Award – Najbolji singl                       | Osvojili   |
| 2006.  | Fall Out Boy                                           | Teen Choice Award – Najbolji rock sastav                 | Osvojili   |
| 2006.  | Fall Out Boy                                           | MTV Video Music Award - Odabir gledatelja                | Osvojili   |
| 2006.  | Fall Out Boy                                           | Grammy nagrada za najboljeg izvođaća                     | Nominirani |
| 2007.  | "This Ain't a Scene, It's an Arms Race"                | Kerrang! Nagrada za najbolji spot                        | Osvojili   |
| 2007.  | "Thnks fr th Mmrs"                                     | Teen Choice Award – Nagrada za najbolji singl            | Osvojili   |
| 2007.  | Fall Out Boy                                           | Teen Choice Award – Najbolji sastav                      | Osvojili   |
| 2007.  | Fall Out Boy                                           | MTV Video Music Award – Najbolji sastav                  | Osvojili   |
| 2007.  | "Thnks fr th Mmrs"                                     | Nickelodeon Kids Choice Award – Najbolji singl           | Osvojili   |
| 2008.  | "The Take Over, the Breaks Over"                       | MuchMusic Video Awards – Omiljeni međunarodni spot       | Osvojili   |
| 2008.  | Fall Out Boy                                           | TMF Award – Najbolji izvođaći uživo                      | Osvojili   |
| 2008.  | Fall Out Boy                                           | TMF Award – Najbolji rock sastav međunarodno             | Osvojili   |
| 2008.  | Fall Out Boy                                           | TMF Award – Najbolji alternative rock sastav međunarodno | Osvojili   |
| 2008.  | "Beat It"                                              | MTV Video Music Award – Najbolji rock video              | Nominirani |
| 2008.  | Fall Out Boy                                           | Teen Choice Award – Izbor rock sastava                   | Nominirani |
| 2008.  | Pete Wentz                                             | Teen Choice Award                                        | Nominirani |
| 2009.  | "I Don't Care"                                         | NRJ Music Award – Najbolji sastav međunarodno            | Nominirani |
| 2013.  | "The Phoenix"                                          | Kerrang! Nagrada za najbolji singl                       | Osvojili   |
| 2013.  | "My Songs Know What You Did in the Dark (Light Em Up)" | MTV Video Music Award - Najbolji rock video              | Nominirani |
| 2013.  | Fall Out Boy                                           | MTV Europe Music Awards - Najbolji alternative sastav    | Nominirani |

## Vanjske poveznice
- Fall Out Boy - službena stranica
- Patrick Stump - službena stranica